# Sam Hewson
Sam Hewson (Bolton, 1988. november 28. –) angol labdarúgó, aki jelenleg az izlandi Hafnarfjördurben játszik középpályásként.

## Pályafutása

### Manchester United
Hewson szülővára, Bolton egyik amatőr csapatában, az AFC Boltonban kezdett futballozni. Második meccsén felfigyelt rá a Manchester United egyik megfigyelője. Egy évvel később bekerült a Vörös ördögök ifiakadémiájára, ekkor még tízéves sem volt. A 2003–04-es szezontól lett tagja az U17-es csapatnak, ahol már a második mérkőzésén gólt szerzett. 2005-ben ifiszerződést kapott a Unitedtől, ezután állandó tagja lett az U18-as csapatnak és szeptember 26-án a tartalékok között is bemutatkozhatott.
A 2007–08-as idényre fontos tagja lett a tartalékcsapatnak, és megkapta első profi szerződését is. 2007. december 12-én került be először az első csapat keretébe, az AS Roma elleni BL-meccsre csereként nevezték. Sir Alex Ferguson végül nem küldte pályára.
2009 januárjában három hónapra kölcsönvette a Hereford United, ahol tíz bajnoki mérkőzésen lépett pályára és három gólt szerzett.

## Válogatott
2007 februárjában Hewson bemutatkozhatott az U19-es angol válogatottban, Lengyelország, azóta már Törökország és Ausztria ellen is pályára léphetett.

## Külső hivatkozások
- Sam Hewson pályafutásának statisztikái a Soccerbase oldalon (angolul)

- Sam Hewson adatlapja a Manchester United honlapján